# Нур (фільм)
«Нур» (фр. Noor) — франко-пакистанський фільм-драма 2012 року, поставлений режисерами Гійомом Джованетті і Калья Зенцірчі. Прем'єра стрічки відбулася 24 травня 2012 року на 65-му Каннському кінофестивалі, де вона брала участь у програмі ACID.

## Сюжет
У основі сюжету стрічки історія Нура, який хоче стати чоловіком. Він більше не належить до кхунса — транссексуальної спільноти Пакистану. У нього був любовний роман, який кардинально змінив його життя. Тепер він виконує чоловічу роботу в Центрі художнього оздоблення вантажівок, займаючись дуже популярною у Пакистані діяльністю, і має твердий намір зустріти дівчину, яка прийме його таким, який він є…

## У ролях
| Узма Алі     | ···· | Узма  |
| Баба Хуссейн | ···· | Устад |
| Нур          | ···· | Нур   |
| Гунга Саеен  | ···· | Сунжа |
| Мітху Сайн   | ···· | Мітху |

## Визнання
| Нагороди та номінації фільму «Нур» | Нагороди та номінації фільму «Нур»                 | Нагороди та номінації фільму «Нур»  | Нагороди та номінації фільму «Нур» | Нагороди та номінації фільму «Нур» | Нагороди та номінації фільму «Нур» |
| Рік                                | Кінофестиваль/кінопремія                           | Категорія/нагорода                  | Номінант                           | Результат                          | Результат                          |
| ---------------------------------- | -------------------------------------------------- | ----------------------------------- | ---------------------------------- | ---------------------------------- | ---------------------------------- |
| 2012                               | 65-й Каннський кінофестиваль                       | Приз програми ACID                  | Нур                                | Номінація                          |                                    |
| 2013                               | ЛГБТ-кінофестиваль «Мікс Мілано»                   | Найкращий фільм — Спеціальна згадка | Нур                                | Перемога                           |                                    |
| 2013                               | Паризький міжнародний кінофестиваль Chéries-Chéris | Гран-прі                            | Нур                                | Перемога                           |                                    |